# Konstantin-Assen di Bulgaria
Konstantin-Assen di Bulgaria (Madrid, 5 dicembre 1967) è un principe bulgaro, quartogenito di Simeone II.

## Biografia

### Educazione e carriera
Nacque nel 1967 a Madrid, dove si diplomò al Lycée Français. Si laureò in Business Administration all'ICADE di Madrid e all'École Supérieure de Commerce di Reims.
Ottenne un master in Business Administration alla Columbia University e iniziò a lavorare come direttore presso Rothschild per la Spagna. Ha continuato a operare nell'ambito della finanza.

### Vita privata
Il 7 luglio 1994 sposò nella Chiesa di Santa Barbara a Madrid María García de la Rasilla y Gortázar (1970).
Nel 2004 fu testimone di nozze di Filippo delle Asturie e nel 2007 è stato il padrino di battesimo dell'infanta Sofia.

## Discendenza
Konstantin-Assen di Bulgaria e María García de la Rasilla y Gortázar hanno due gemelli:
- Umberto (Madrid, 20 novembre 1999);
- Sofia (Madrid, 20 novembre 1999).

## Titoli e trattamento
- 5 dicembre 1967 - attuale: Sua Altezza Reale, il principe Konstantin-Assen di Vidin, principe di Sassonia-Coburgo-Gotha, duca in Sassonia

## Ascendenza
|                                           |                            |                                          | Genitori                                |  |  | Nonni |  |  | Bisnonni                 |  |  | Trisnonni                          |  |
|                                           |                            |                                          |                                         |  |  |       |  |  | Ferdinando I di Bulgaria |  |  | Augusto di Sassonia-Coburgo-Koháry |  |
|                                           |                            |                                          |                                         |  |  |       |  |  | Ferdinando I di Bulgaria |  |  | Augusto di Sassonia-Coburgo-Koháry |  |
|                                           |                            | Clementina d'Orléans                     |                                         |  |  |       |  |  | Ferdinando I di Bulgaria |  |  |                                    |  |
| Boris III di Bulgaria                     |                            |                                          |                                         |  |  |       |  |  | Ferdinando I di Bulgaria |  |  |                                    |  |
|                                           |                            | Maria Luisa di Borbone-Parma             | Roberto I di Parma                      |  |  |       |  |  |                          |  |  |                                    |  |
|                                           |                            | Maria Luisa di Borbone-Parma             | Roberto I di Parma                      |  |  |       |  |  |                          |  |  |                                    |  |
|                                           |                            | Maria Luisa di Borbone-Parma             | Maria Pia di Borbone-Due Sicilie        |  |  |       |  |  |                          |  |  |                                    |  |
| Simeone II di Bulgaria                    |                            | Maria Luisa di Borbone-Parma             |                                         |  |  |       |  |  |                          |  |  |                                    |  |
|                                           |                            | Vittorio Emanuele III di Savoia          | Umberto I di Savoia                     |  |  |       |  |  |                          |  |  |                                    |  |
|                                           |                            | Vittorio Emanuele III di Savoia          | Umberto I di Savoia                     |  |  |       |  |  |                          |  |  |                                    |  |
|                                           |                            | Vittorio Emanuele III di Savoia          | Margherita di Savoia                    |  |  |       |  |  |                          |  |  |                                    |  |
| Giovanna di Savoia                        |                            | Vittorio Emanuele III di Savoia          |                                         |  |  |       |  |  |                          |  |  |                                    |  |
|                                           |                            | Elena del Montenegro                     | Nicola I del Montenegro                 |  |  |       |  |  |                          |  |  |                                    |  |
|                                           |                            | Elena del Montenegro                     | Nicola I del Montenegro                 |  |  |       |  |  |                          |  |  |                                    |  |
|                                           |                            | Elena del Montenegro                     | Milena Vukotić                          |  |  |       |  |  |                          |  |  |                                    |  |
| Konstantin-Assen di Bulgaria              |                            | Elena del Montenegro                     |                                         |  |  |       |  |  |                          |  |  |                                    |  |
|                                           | José Gómez-Acebo y Cortina | José Gómez-Acebo y de la Torre           |                                         |  |  |       |  |  |                          |  |  |                                    |  |
|                                           | José Gómez-Acebo y Cortina | José Gómez-Acebo y de la Torre           |                                         |  |  |       |  |  |                          |  |  |                                    |  |
|                                           | José Gómez-Acebo y Cortina | María de los Dolores Cortina y Rodríguez |                                         |  |  |       |  |  |                          |  |  |                                    |  |
| Manuel Gómez-Acebo y Modet                | José Gómez-Acebo y Cortina |                                          |                                         |  |  |       |  |  |                          |  |  |                                    |  |
|                                           |                            | Margarita Marta Modet y Almagro          | Juan Bautista Modet y Eguía             |  |  |       |  |  |                          |  |  |                                    |  |
|                                           |                            | Margarita Marta Modet y Almagro          | Juan Bautista Modet y Eguía             |  |  |       |  |  |                          |  |  |                                    |  |
|                                           |                            | Margarita Marta Modet y Almagro          | María Felicidad de Almagro y de la Vega |  |  |       |  |  |                          |  |  |                                    |  |
| Margarita Gómez-Acebo                     |                            | Margarita Marta Modet y Almagro          |                                         |  |  |       |  |  |                          |  |  |                                    |  |
|                                           |                            | Manuel Cejuela y González-Orduña         | Joaquín Cejuela de la Riva              |  |  |       |  |  |                          |  |  |                                    |  |
|                                           |                            | Manuel Cejuela y González-Orduña         | Joaquín Cejuela de la Riva              |  |  |       |  |  |                          |  |  |                                    |  |
|                                           |                            | Manuel Cejuela y González-Orduña         | Carolina González-Orduña y Merry        |  |  |       |  |  |                          |  |  |                                    |  |
| María de las Mercedes Cejuela y Fernández |                            | Manuel Cejuela y González-Orduña         |                                         |  |  |       |  |  |                          |  |  |                                    |  |
|                                           |                            | Mercedes Fernández y Molano              | Secundino Fernández                     |  |  |       |  |  |                          |  |  |                                    |  |
|                                           |                            | Mercedes Fernández y Molano              | Secundino Fernández                     |  |  |       |  |  |                          |  |  |                                    |  |
|                                           |                            | Mercedes Fernández y Molano              | Luisa Molano y Martínez de Tejada       |  |  |       |  |  |                          |  |  |                                    |  |
|                                           |                            | Mercedes Fernández y Molano              |                                         |  |  |       |  |  |                          |  |  |                                    |  |